# NBA All-Star Game MVP
De NBA All-Star Game Most Valuable Player is een Amerikaanse basketbalprijs die jaarlijks wordt uitgereikt door de National Basketball Association aan de beste speler uit de NBA All-Star Game. De prijs werd in 2020 vernoemd naar Kobe Bryant.

## Erelijst
| Seizoen | Speler                              | Positie                             | Club                                |
| ------- | ----------------------------------- | ----------------------------------- | ----------------------------------- |
| 1950/51 | Ed Macauley                         | C/F                                 | Boston Celtics                      |
| 1951/52 | Paul Arizin                         | G/F                                 | Philadelphia Warriors               |
| 1952/53 | George Mikan                        | C                                   | Minneapolis Lakers                  |
| 1953/54 | Bob Cousy                           | G                                   | Boston Celtics                      |
| 1954/55 | Bill Sharman                        | G                                   | Boston Celtics                      |
| 1955/56 | Bob Pettit                          | F/C                                 | St. Louis Hawks                     |
| 1956/57 | Bob Cousy                           | G                                   | Boston Celtics                      |
| 1957/58 | Bob Pettit                          | F/C                                 | St. Louis Hawks                     |
| 1958/59 | Bob Pettit                          | F/C                                 | St. Louis Hawks                     |
| 1958/59 | Elgin Baylor                        | F                                   | Minneapolis Lakers                  |
| 1959/60 | Wilt Chamberlain                    | C                                   | Philadelphia Warriors               |
| 1960/61 | Oscar Robertson                     | G                                   | Cincinnati Royals                   |
| 1961/62 | Bob Pettit                          | F/C                                 | St. Louis Hawks                     |
| 1962/63 | Bill Russell                        | C                                   | Boston Celtics                      |
| 1963/64 | Oscar Robertson                     | G                                   | Cincinnati Royals                   |
| 1964/65 | Jerry Lucas                         | F/C                                 | Cincinnati Royals                   |
| 1965/66 | Adrian Smith                        | G                                   | Cincinnati Royals                   |
| 1966/67 | Rick Barry                          | F                                   | San Francisco Warriors              |
| 1968/69 | Hal Greer                           | G/F                                 | Philadelphia 76ers                  |
| 1969/70 | Willis Reed                         | F/C                                 | New York Knicks                     |
| 1970/71 | Lenny Wilkens                       | G                                   | Seattle SuperSonics                 |
| 1971/72 | Jerry West                          | G                                   | Los Angeles Lakers                  |
| 1972/73 | Dave Cowens                         | F/C                                 | Boston Celtics                      |
| 1973/74 | Bob Lanier                          | C                                   | Detroit Pistons                     |
| 1974/75 | Walt Frazier                        | G                                   | New York Knicks                     |
| 1975/76 | Dave Bing                           | G                                   | Washington Bullets                  |
| 1976/77 | Julius Erving                       | F                                   | Philadelphia 76ers                  |
| 1977/78 | Randy Smith                         | G/F                                 | Buffalo Braves                      |
| 1978/79 | David Thompson                      | G/F                                 | Denver Nuggets                      |
| 1979/80 | George Gervin                       | G/F                                 | San Antonio Spurs                   |
| 1980/81 | Nate Archibald                      | G                                   | Boston Celtics                      |
| 1981/82 | Larry Bird                          | F                                   | Boston Celtics                      |
| 1982/83 | Julius Erving                       | F                                   | Philadelphia 76ers                  |
| 1983/84 | Isiah Thomas                        | G                                   | Detroit Pistons                     |
| 1984/85 | Ralph Sampson                       | F/C                                 | Houston Rockets                     |
| 1985/86 | Isiah Thomas                        | G                                   | Detroit Pistons                     |
| 1986/87 | Tom Chambers                        | F/C                                 | Seattle SuperSonics                 |
| 1987/88 | Michael Jordan                      | G                                   | Chicago Bulls                       |
| 1988/89 | Karl Malone                         | F                                   | Utah Jazz                           |
| 1989/90 | Magic Johnson                       | G                                   | Los Angeles Lakers                  |
| 1990/91 | Charles Barkley                     | F                                   | Philadelphia 76ers                  |
| 1991/92 | Magic Johnson                       | G                                   | Los Angeles Lakers                  |
| 1992/93 | Karl Malone                         | F                                   | Utah Jazz                           |
| 1992/93 | John Stockton                       | G                                   | Utah Jazz                           |
| 1993/94 | Scottie Pippen                      | F                                   | Chicago Bulls                       |
| 1994/95 | Mitch Richmond                      | G                                   | Sacramento Kings                    |
| 1995/96 | Michael Jordan                      | G                                   | Chicago Bulls                       |
| 1996/97 | Glen Rice                           | F                                   | Charlotte Hornets                   |
| 1997/98 | Michael Jordan                      | G                                   | Chicago Bulls                       |
| 1998/99 | Niet uitgedeeld door de NBA lockout | Niet uitgedeeld door de NBA lockout | Niet uitgedeeld door de NBA lockout |
| 1999/00 | Tim Duncan                          | F/C                                 | San Antonio Spurs                   |
| 1999/00 | Shaquille O'Neal                    | C                                   | Los Angeles Lakers                  |
| 2000/01 | Allen Iverson                       | G                                   | Philadelphia 76ers                  |
| 2001/02 | Kobe Bryant                         | G                                   | Los Angeles Lakers                  |
| 2002/03 | Kevin Garnett                       | F/C                                 | Minnesota Timberwolves              |
| 2003/04 | Shaquille O'Neal                    | C                                   | Los Angeles Lakers                  |
| 2004/05 | Allen Iverson                       | G                                   | Philadelphia 76ers                  |
| 2005/06 | LeBron James                        | F                                   | Cleveland Cavaliers                 |
| 2006/07 | Kobe Bryant                         | G                                   | Los Angeles Lakers                  |
| 2007/08 | LeBron James                        | F                                   | Cleveland Cavaliers                 |
| 2008/09 | Kobe Bryant                         | G                                   | Los Angeles Lakers                  |
| 2008/09 | Shaquille O'Neal                    | C                                   | Phoenix Suns                        |
| 2009/10 | Dwyane Wade                         | G                                   | Miami Heat                          |
| 2010/11 | Kobe Bryant                         | G                                   | Los Angeles Lakers                  |
| 2011/12 | Kevin Durant                        | F                                   | Oklahoma City Thunder               |
| 2012/13 | Chris Paul                          | G                                   | Los Angeles Clippers                |
| 2013/14 | Kyrie Irving                        | G                                   | Cleveland Cavaliers                 |
| 2014/15 | Russell Westbrook                   | G                                   | Oklahoma City Thunder               |
| 2015/16 | Russell Westbrook                   | G                                   | Oklahoma City Thunder               |
| 2016/17 | Anthony Davis                       | F/C                                 | New Orleans Pelicans                |
| 2017/18 | LeBron James                        | F                                   | Cleveland Cavaliers                 |
| 2018/19 | Kevin Durant                        | F                                   | Golden State Warriors               |
| 2019/20 | Kawhi Leonard                       | F                                   | Los Angeles Clippers                |
| 2020/21 | Giannis Antetokounmpo               | F                                   | Milwaukee Bucks                     |
| 2021/22 | Stephen Curry                       | G                                   | Golden State Warriors               |
| 2022/23 | Jayson Tatum                        | F                                   | Boston Celtics                      |
| 2023/24 | Damian Lillard                      | G                                   | Milwaukee Bucks                     |
| 2024/25 | Stephen Curry                       | G                                   | Golden State Warriors               |

## Meervoudige winnaars
| Aantal | Speler            | Club                                         | Jaren                  |
| ------ | ----------------- | -------------------------------------------- | ---------------------- |
| 4      | Bob Pettit        | St. Louis Hawks                              | 1956, 1958, 1959, 1962 |
| 4      | Kobe Bryant       | Los Angeles Lakers                           | 2002, 2007, 2009, 2011 |
| 3      | Oscar Robertson   | Cincinnati Royals                            | 1961, 1964, 1969       |
| 3      | Michael Jordan    | Chicago Bulls                                | 1988, 1996, 1998       |
| 3      | Shaquille O'Neal  | Los Angeles Lakers, Phoenix Suns             | 2000, 2004, 2009       |
| 3      | LeBron James      | Cleveland Cavaliers                          | 2006, 2008, 2018       |
| 2      | Bob Cousy         | Boston Celtics                               | 1954, 1957             |
| 2      | Julius Erving     | Philadelphia 76ers                           | 1977, 1983             |
| 2      | Isiah Thomas      | Detroit Pistons                              | 1984, 1986             |
| 2      | Magic Johnson     | Los Angeles Lakers                           | 1990, 1992             |
| 2      | Karl Malone       | Utah Jazz                                    | 1989, 1993             |
| 2      | Allen Iverson     | Philadelphia 76ers                           | 2001, 2005             |
| 2      | Russell Westbrook | Oklahoma City Thunder                        | 2015, 2016             |
| 2      | Kevin Durant      | Oklahoma City Thunder, Golden State Warriors | 2012, 2019             |
| 2      | Stephen Curry     | Golden State Warriors                        | 2022, 2025             |

## Winnaars per club
| Aantal | Club                                                                 | Jaren                                                            |
| ------ | -------------------------------------------------------------------- | ---------------------------------------------------------------- |
| 11     | Minneapolis Lakers, Los Angeles Lakers                               | 1953, 1959, 1972, 1990, 1992, 2000, 2002, 2004, 2007, 2009, 2011 |
| 9      | Boston Celtics                                                       | 1951, 1954, 1955, 1957, 1963, 1973, 1981, 1982, 2023             |
| 6      | Cincinnati Royals, Sacramento Kings                                  | 1961, 1964, 1965, 1966, 1969, 1995                               |
| 6      | Philadelphia 76ers                                                   | 1968, 1977, 1983, 1991, 2001, 2005                               |
| 6      | Philadelphia Warriors, San Francisco Warriors, Golden State Warriors | 1952, 1960, 1967, 2019, 2022, 2025                               |
| 5      | Seattle SuperSonics, Oklahoma City Thunder                           | 1971, 1987, 2012, 2015, 2016                                     |
| 4      | St. Louis Hawks, Atlanta Hawks                                       | 1956, 1958, 1959, 1962                                           |
| 4      | Chicago Bulls                                                        | 1988, 1994, 1996, 1998                                           |
| 4      | Cleveland Cavaliers                                                  | 2006, 2008, 2014, 2018                                           |
| 3      | Detroit Pistons                                                      | 1974, 1984, 1986                                                 |
| 3      | Buffalo Braves, Los Angeles Clippers                                 | 1978, 2013, 2020                                                 |
| 2      | New York Knicks                                                      | 1970, 1975                                                       |
| 2      | Utah Jazz                                                            | 1989, 1993                                                       |
| 2      | San Antonio Spurs                                                    | 1980, 2000                                                       |
| 2      | Milwaukee Bucks                                                      | 2021, 2024                                                       |
| 1      | Washington Bullets, Washington Wizards                               | 1976                                                             |
| 1      | Denver Nuggets                                                       | 1979                                                             |
| 1      | Houston Rockets                                                      | 1985                                                             |
| 1      | Charlotte Hornets                                                    | 1997                                                             |
| 1      | Minnesota Timberwolves                                               | 2003                                                             |
| 1      | Phoenix Suns                                                         | 2009                                                             |
| 1      | Miami Heat                                                           | 2010                                                             |
| 1      | New Orleans Pelicans                                                 | 2017                                                             |